# Складочное право
Складочное (штапельное) право (нем. Stapelrecht, фр. droit d'étape) — право, принадлежавшее избранным городам в средневековой Европе принуждать купцов, осуществлявших транзит своих товаров через окрестности города, торговать этими товарами в специально отведенном месте в пределах таких городов.
Складочное право было важной привилегией средневековых городов, так как оно облегчало снабжение необходимыми для города продуктами, увеличивало доходы городской казны за счёт взимания рыночных сборов с продаваемых товаров. Помимо обогащения, это давало городским властям дополнительные рычаги экономического влияния на другие города, позволяя задерживать или перекупать идущий транзитом товар.

## Исторические примеры
В Генте (Фландрия, ныне — Бельгия) складочное право действовало как минимум с XIII века до 1734 года. Сохранилось здание Зернового склада, использовавшегося на протяжении всего времени действия складского права.
Распоряжение Ганзейского союза от 22 февраля 1346 г. устанавливало запрет купцам Ганзы напрямую ввозить товары в Новгород. Следовало использовать гавани Ревеля, Пернова или Риги, где товары перегружали с кораблей и везли дальше по сухопутным столбовым дорогам или рекам.
28 апреля 1372 г. герцог Австрии Альбрехт III даровал городу Вельс штапельное право, что наделяло местный порт привилегией контроля над заготовленным лесом, который сплавлялся вниз по течению реки Траун через окрестности города. Брёвна, заготовленные в богатых лесных угодьях вдоль притоков реки Траун, должны были выставляться на продажу в течение 3-х дней для жителей города. Горожане создали «Братство Рудников, Плотогонов и лесоторговцев св. Николая», членам которого дозволялось покупать лес на льготных основаниях для перепродажи.
Из городов современной России складочное право в старину имели Выборг и Кёнигсберг (нынешний Калининград).
Выборг получил права стапельного города в 1527 году по указу короля Швеции. Это означало возможность для порта принимать иностранные корабли. Через Выборг осуществлялась активная торговля с Новгородом, Стокгольмом и Ганзой. С 1614 года все шведские города делились на три категории: имеющие полные или неполные права стапельного города, и материковые города. Выборг относился к первой категории: иноземные купцы могли привозить товары, а выборгское купечество могло продавать свои товары за границу.
В Кёнигсберге элементы складочного права формировались в городе с конца XIV столетия, но с XV в., особенно после раздела Пруссии, этому постоянно противодействовал Данциг. Привилегия на складочное право была официально дарована городу 2 августа 1565 г. герцогом Альбрехтом Прусским. Она имела целью упорядочить и сделать более эффективной таможенную политику и была пожалована всем трем кёнигсбергским общинам — Старому городу, Лёбенихту и Кнайпхофу. При этом юго-западная часть герцогства могла по-прежнему торговать через Данциг и Эльбинг в Королевской Пруссии, но для северной части герцогства обязательной объявлялась торговля через кёнигсбергский рынок. Привилегия прямо воспрещала прямую торговлю этих местностей с Вармией и экспорт через Мемель и Тильзит. Однако дарованная грамота противоречила действовавшим правовым источникам (постановлению прусского сословного съезда 1441 г., объявлявшему свободу торгового оборота для всех жителей страны, а также Краковскому миру 1525 г., предусматривавшему свободу сообщений по суше и воде). Это вызвало протест малых городов Пруссии, заявленный ими осенью того же года на ландтаге. Протест был поддержан прусской знатью. В итоге привилегия 1565 г. уже в следующем году была отменена при содействии польских комиссаров. Окончательно это решение было подтверждено на прусском ландтаге в 1577 году. Восстановить складочное право в городе удалось только после длительных переговоров с Польшей в 1617—1622 годах.